# Hermanos Pereire

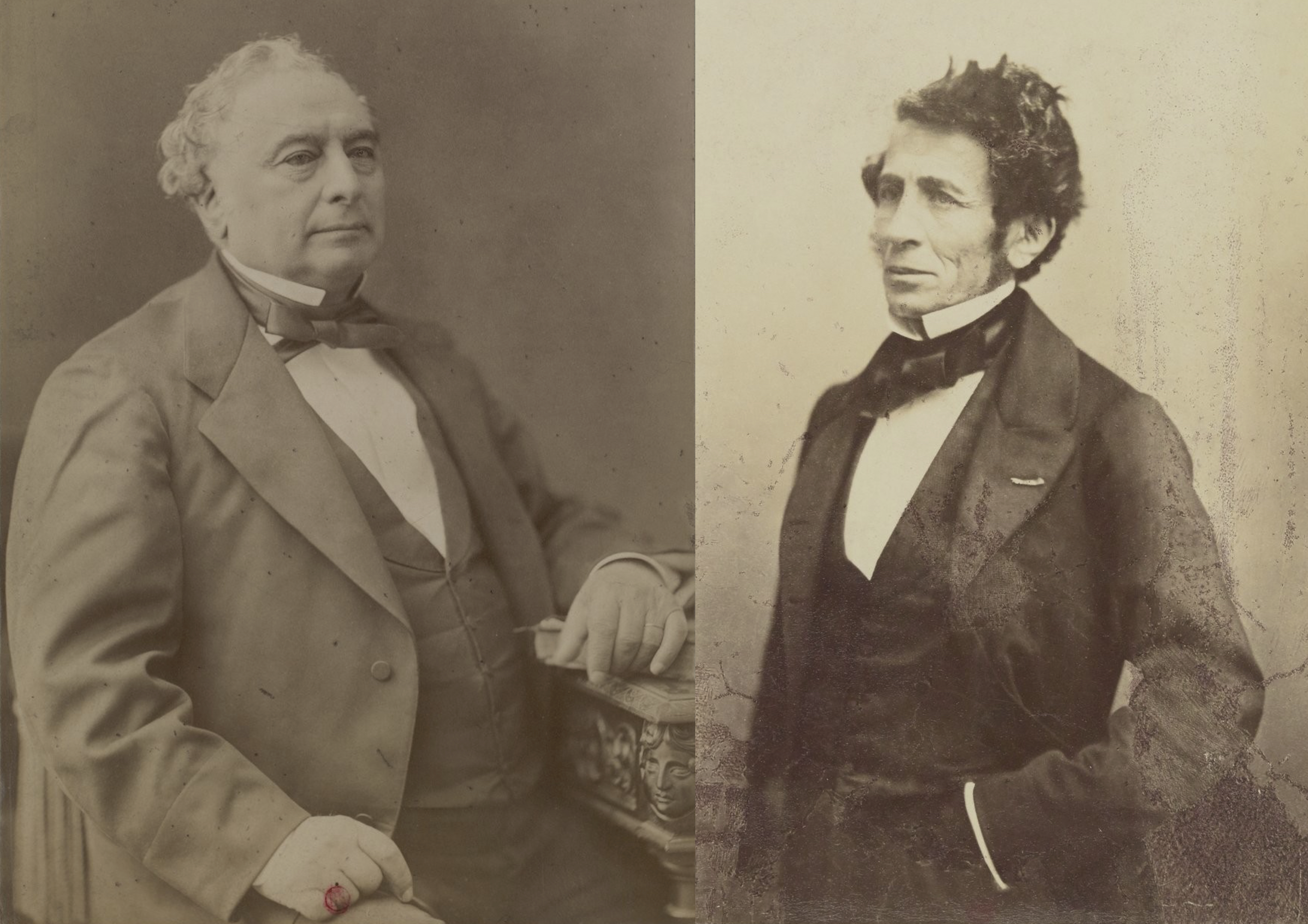
Hermanos Pereire

Los hermanos Pereire (Émile e Isaac) fueron unos financieros franceses de origen portugués y de religión judía, muy destacados en el proceso de desarrollo capitalista del siglo XIX; fueron rivales de la familia Rothschild. Eran nietos de Jacob Rodrigues Pereira, uno de los inventores del lenguaje manual para sordos. Estuvieron asociados al saint-simonismo, y ocuparon diversos cargos políticos.
Émile (1800-1875) y su hermano Isaac Pereire (1806-1880), fundaron un conglomerado de negocios, incluyendo la creación del banco Crédit Mobilier. Hicieron también grandes inversiones en rutas navieras, ferrocarriles (en Francia, Austria, Rusia y España), banca y seguros (incluyendo el Banco Imperial Otomano), periódicos, alumbrado por gas y el sistema de transporte público de París. El hijo de Isaac, Eugène Pereire (1831-1908), se unió posteriormente al negocio y se hizo cargo de su gestión. En 1909 la nieta de Eugène, Noémie Halphen, se casó con un banquero competidor (Maurice de Rothschild). 
En España, tuvieron una importante intervención en el desarrollo de los ferrocarriles (Caminos de Hierro del Norte de España), el gas (Gas Madrid) y los seguros (La Unión y el Fénix) a través de una filial financiera del Crédit Mobilier, la Sociedad de Crédito Mobiliario Español.

## Bibliografía

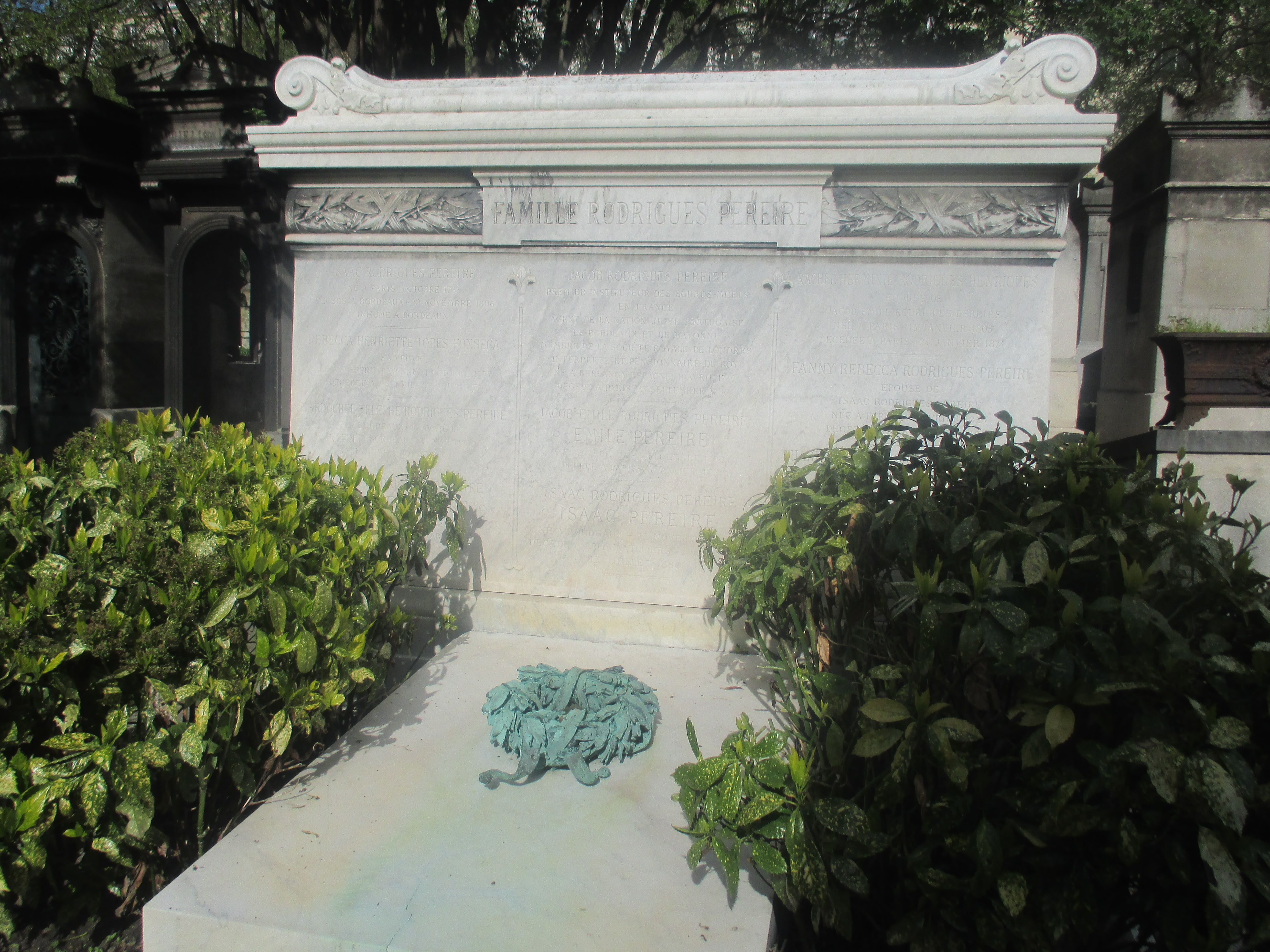
Tumba de la familia Pereire en el cementerio de Montmartre.